# The Dog Outwits the Kidnapper
The Dog Outwits the Kidnapper è un cortometraggio muto del 1908 diretto da Lewin Fitzhamon.
Il film Rescued by Rover (1905) era stato un tale successo che a tre anni di distanza la Hepworth ne fece un remake. Il film, diretto ancora una volta dal regista Lewin Fitzhamon, fu girato con gli stessi interpreti: il produttore Cecil M. Hepworth nei panni del rapitore, la piccola figlia Barbara in quelli della bambina rapita e Blair, il cane di famiglia, in quelli del collie Rover. Il cane Blair (Rover) consolidò così la sua fama come prima stella canina del cinema.

## Trama
Il cane Rover insegue l'automobile di un rapitore che si ferma al pub. Mentre l'uomo entra nel locale, Rover salta sulla macchina e messosi alla guida riporta a casa la bambina rapita.

## Produzione
Il film fu prodotto dalla Hepworth.

## Distribuzione
Distribuito dalla Hepworth, il film - un cortometraggio di sette minuti - uscì nelle sale cinematografiche britanniche nell'aprile 1908.
Copia del film è preservata al BFI National Archive.